# جزيرة بوكيسا
جزيرة بوكيسا وهي جزيرة من جزر إندونيسيا، وتقع في إقليم غورونتالو.